# Свети Илия (Железница)
Вижте пояснителната страница за други значения на Свети Илия.
„Свети Илия“ е възрожденска църква в симитлийското село Железница, България, част от Неврокопската епархия на Българската православна църква. Обявена е за паметник на културата.

## Архитектура
Църквата е построена през 1874 година в Горна Железница. В архитектурно отношение представлява каменен еднокорабен храм с полуцилиндричен дъсчен свод. Амвонът и дъсчената решетка на женската църква са рисувани. След Горноджумайското въстание в 1902 година църквата е осквернена и превърната в яхър. Възстановена е в 1905 година, когато е и изписана с 20 сцени. Иконостасът е рисуван и има едра оцветена резба. Царските двери, кръжилата и долната му част са пребоядисани. Шестте царски и 15 малки икони са от II половина на XIX век. Художествена стойност имат и рисуваният кивот и дървеното разпятие.